# Atletica leggera ai Giochi della XI Olimpiade - Lancio del giavellotto femminile

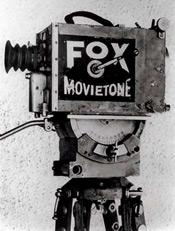
Video della Finale (durata: 1'38")

La competizione del lancio del giavellotto femminile di atletica leggera ai Giochi della XI Olimpiade si è disputata il giorno 2 agosto 1936 allo Stadio Olimpico di Berlino.

## L'eccellenza mondiale
| Record mondiale: 1932             | 46,745 | Ferdinanda Gindele | Ritirata |
| Record europeo: 1932              | 44,64  | Ellen Braumüller   | Assente  |
| Vincitrice dei IV Giochi mondiali | 42,435 | Lisa Gelius        | Assente  |
| Primatista stagionale             | 44,25  | Herma Bauma        | Presente |

1. ↑  Stabilito l'11 luglio.

## Risultati
Le 14 atlete iscritte sono ammesse direttamente alla finale.

### Finale
Al primo turno solo tre atlete superano i 40 metri. Alla seconda prova Tilly Fleischer scaglia l'attrezzo a 44,69: è il nuovo record olimpico. La tedesca prenota l'oro. Al terzo turno la connazionale Krüger si avvicina con 43,29, ma nel resto della gara non riesce a fare meglio. Invece la Fleischer trova la concentrazione per progredire, alla quinta prova, a 45,18 ed a battere il suo fresco record.
| Pos.    | Atleta              | Età | Nazione       | Misura | Lanci di finale | Lanci di finale | Lanci di finale | Lanci di finale | Lanci di finale | Lanci di finale |
| Pos.    | Atleta              | Età | Nazione       | Misura | 1°              | 2°              | 3°              | 4°              | 5°              | 6°              |
| ------- | ------------------- | --- | ------------- | ------ | --------------- | --------------- | --------------- | --------------- | --------------- | --------------- |
| Oro     | Tilly Fleischer     | 24  | Germania      | 45,18  | 38,60           | 44,69           | 43,01           | 38,87           | 45,18           | 42,19           |
| Argento | Luise Krüger        | 21  | Germania      | 43,29  | 40,78           | 39,24           | 43,29           | 40,69           | 37,94           | 42,96           |
| Bronzo  | Maria Kwaśniewska   | 22  | Polonia       | 41,80  | 41,80           | 38,49           | 39,75           | 39,45           | 40,10           | 37,77           |
| 4       | Herma Bauma         | 21  | Austria       | 41,66  | 33,42           | 38,43           | 41,66           | 40,15           | 39,90           | 39,73           |
| 5       | Sadako Yamamoto     | 21  | Giappone      | 41,45  | 40,88           | 38,44           | 41,18           | 39,52           | 41,24           | 41,45           |
| 6       | Lydia Eberhardt     | 23  | Germania      | 41,37  | 36,26           | 41,00           | 39,18           | 39,91           | 41,37           | 40,68           |
| 7       | Gertrude Wilhelmsen | 23  | Stati Uniti   | 37,25  | 32,91           | 31,84           | 37,25           |                 |                 |                 |
| 8       | Gien de Kock        | 28  | Paesi Bassi   | 36,93  | 36,93           | 34,77           | 35,03           |                 |                 |                 |
| 9       | Martha Worst        | 25  | Stati Uniti   | 36,69  | 35,86           | 36,69           | 35,80           |                 |                 |                 |
| 10      | Irja Lipasti        | 30  | Finlandia     | 33,13  | 27,30           | 33,13           | 27,16           |                 |                 |                 |
| 11      | Jeanne Van Kesteren | 28  | Belgio        | 33,69  | 33,58           | 32,67           | 33,69           |                 |                 |                 |
| 12      | Jelica Stanojević   | 23  | Jugoslavia    | 29,88  | 24,37           | 29,06           | 29,88           |                 |                 |                 |
| 13      | Elizebeth Burch     | 25  | Stati Uniti   | 28,84  | 27,92           | 28,84           | 25,98           |                 |                 |                 |
| 14      | Kathleen Connall    | 24  | Gran Bretagna | 27,80  | 27,80           | 26,53           | 26,98           |                 |                 |                 |